# Біляна Борзан
Біляна Борзан (хорв. Biljana Borzan; нар. 29 листопада 1971, Осієк) — хорватська політична діячка, соціал-демократка, лікарка. Депутатка Європарламенту від Хорватії з 1 липня 2013 року. Переобрана до Європарламенту 8-го та 9-го скликань. З 2019 року обіймає посаду віцеголови Прогресивного союзу соціалістів і демократів Європейського парламенту.

## Життєпис
У рідному місті Осієк закінчила початкову та середню школу (Центр професійно-орієнтованої освіти ім. братів Рибарів, напрям «працівник культурно-наукових установ»). Потім вступила в Осієцьку філію медичного факультету Загребського університету, а з 1997 року працювала в Осієцькому центрі здоров'я. Спеціалізувалася на медицині праці та спортивній медицині.
1999 року зайнялася політикою, вступивши в Соціал-демократичну партію Хорватії (СДП), бо «не могла бути пасивною спостерігачкою», оскільки була «незадоволена рівнем демократії, терпимості та справедливості в країні після правління президента Франьо Туджмана». 2000 року обрана до Осієцького міського комітету СДП, а через рік стала заступницею голови Жіночого форуму міської партійної організації Осієка. З 2001 року була депутаткою Осієцької міської ради. 2005 року очолила Осієцьку міську організацію СДП, а 2006 року ввійшла до складу окружного комітету СДП. З 2004 по 2008 рік була заступницею голови Центрального комітету СДП. На 11-му з'їзді СДП у 2008 році обрана в члени Президії партії. Переобрана в цей же орган на наступних трьох національних з'їздах СДП, востаннє — 2016 року.
Була кандидаткою від СДП на міського голову на виборах 2005, 2007 і 2008 рр. Працювала головою Осієцької міської ради з вересня 2004 р. до кінця строку повноважень у травні 2005 р. та заступницею міського голови Осієка з часу місцевих дострокових виборів у березні 2008 року до січня 2009 року.
На парламентських виборах 2007 року обрана депутаткою, у статусі якої перебувала до 2013 року. З 2011 року і до виборів у Європейський парламент була головою парламентського комітету з питань охорони здоров'я та соціальної політики. У квітні 2012 року була призначена спостерігачкою від хорватського парламенту в Європейському парламенті.
2018 року європолітичний двотижневик The Parliament Magazine визнав її найкращою євродепутаткою у категорії прав жінок і гендерної рівності за 2017 рік.